# Balto (pes)

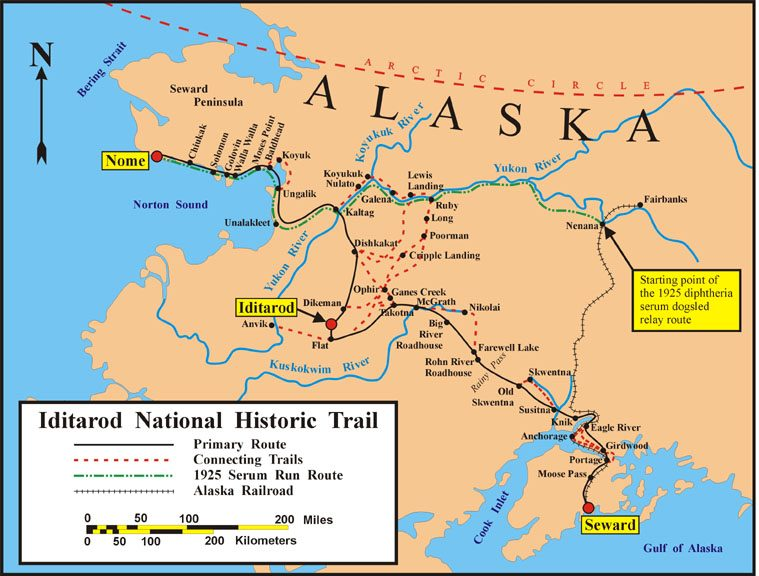
Mapa trasy s vakcínou

Balto (1919 – 14. března 1933) byl saňový pes plemene sibiřský husky. Narodil se v Nome na Aljašce a byl pojmenován podle sámského polárního badatele Samuela Balta. V mládí byl vykastrován, jeho majitelem byl musher Leonhard Seppala.
Praktický lékař v Nome Curtis Welch oznámil 22. ledna 1925, že mezi eskymáckým obyvatelstvem města vypukl záškrt, a požádal o doručení očkovací vakcíny. Protože doprava zásilky lodí ani letadlem do Nome nebyla v zimě možná, byla devět kilogramů vážící kovová bedýnka s vakcínou doručena lodí ze Seattle do Anchorage a odtud vlakem do města Nenana ve vnitrozemí Aljašky. Zároveň úřady oslovily majitele psů v řídce osídleném kraji mezi Nananou a Nome a byla z nich sestavena štafeta, do které se zapojilo dvacet spřežení. Zásilka vyrazila 27. ledna z nádraží v Nenaně na trasu dlouhou 1085 km, pří níž museli psi a lidé čelit až padesátistupňovým mrazům, vichřici a white-outu. Na poslední úsek z Bluffu vyrazil Gunnar Kaasen, kterému Seppala zapůjčil Balta jako vůdčího psa. Balto zachránil výpravu, když se dokázal na poslední chvíli vyhnout nezamrzlému úseku řeky Topkok, a dorazil s vakcínou do Nome 2. února po páté hodině ráno. Díky včasnému očkování se doktoru Welchovi podařilo šíření nemoci zastavit.
Úspěšná mise vzbudila velký zájem médií a Balto se stal americkým národním hrdinou. V prosinci 1925 mu byla za jeho osobní přítomnosti v newyorském Central Parku odhalena bronzová socha, jejímž autorem byl Frederick Roth. Došlo však ke sporům, když Seppala poukázal na to, že největší část cesty do Nome urazil on sám se spřežením, jehož vůdčím psem byl Togo, takže není spravedlivé, aby Balto a Kaasen získali všechnu slávu. Balto a další psi z jeho spřežení se stali atrakcí pojízdného zvěřince, kde však byli vystaveni špatnému zacházení. Proti tomu protestoval clevelandský podnikatel George Kimble, který uspořádal veřejnou sbírku, z jejího výtěžku psy vykoupil a umístil je v Cleveland Metroparks Zoo, kde byli v březnu 1927 přivítáni s velkými ovacemi.
Ve věku třinácti let se Baltův zdravotní stav zhoršil, obtížně se pohyboval a ztratil zrak i sluch, proto ho 14. března 1933 veterinář uspal pomocí injekce. Jeho tělo bylo vypreparováno a vystaveno v Cleveland Museum of Natural History. V roce 1998 bylo zapůjčeno do muzea v Anchorage, kde vzbudilo mimořádný zájem návštěvníků a objevil se požadavek, aby byl Balto natrvalo vrácen na Aljašku, což však clevelandské úřady odmítly. Na počest cesty do Nome se koná závod psích spřežení Iditarod, v roce 1995 se Baltův životní příběh stal předlohou pro animovaný film Balto.